# Crazy Little Thing Called Love
A Crazy Little Thing Called Love az ötödik dal a brit Queen együttes 1980-as The Game albumáról. A szerzője Freddie Mercury énekes volt. Kislemezen is megjelent, az angol slágerlistán a második helyet érte el. A Billboard Hot 100-on az Another One Bites the Dust előtt az együttes első listavezető kislemeze lett, a mai napig e két dalon kívül nem volt amerikai első helyezettjük.

## Áttekintés
A dal eredetéről két eltérő nyilatkozat is van, mindkettő Mercurytól származik. 1981-ben a Melody Maker zenei magazinnak azt nyilatkozta, hogy öt-tíz perc alatt komponálta egy akusztikus gitár segítségével. A másik változat szerint a müncheni Bayerischer Hof Hotel fürdőszobájában jutott eszébe a dallam:
A Crazy Little Thing Called Love-ot a fürdőszobában írtam. Az ágyam mellett most is van egy zongora. Az éjszaka kellős közepén is tudok komponálni, anélkül, hogy villanyt gyújtanék. – Freddie Mercury
Miután megírta gyorsan elvitte a Musicland stúdióba, ahol akkor dolgoztak a legújabb lemezükön, és megmutatta az ott tartózkodó társainak, John Deaconnak és Roger Taylornak. Ők hárman, és az új producerük, Reinhold Mack mintegy félóra alatt felvették a dal nyers változatát – ez a hirtelen felvétel egyfajta nyers frissességet kölcsönzött a végeredménynek. Brian May majdnem lemaradt a dalról, de az utolsó pillanatban megérkezett, így felvették az elektromos gitár részeket is – Mack ötletére a saját Red Specialja ehelyett ezúttal egy Fender Telecasteren játszott. Mercury egy Martin D-18 akusztikus gitáron pengetett, bár a tudása korlátozott volt, később gyakran meg is jegyezte, hogy összesen három akkordot tud gitáron játszani:
A Crazy Little Thing-et gitárra írtam, a felvételnél azonban a ritmust játszottam, de ez jó így, mert Brian játssza a főszólamot, ahogy a szokásos szólóját is. Engem némileg korlátoz az, hogy kevés akkordot tudok játszani. Még csak tanulom. Remélem, a jövőben többet játszom gitáron. – Freddie Mercury
A kislemez 1979. október 5-én jelent meg – B-oldalán Angliában a We Will Rock You, Amerikában pedig a Spread Your Wings koncertverziójával, mindkettő a Live Killers albumról származik –, és nagyon sikeres lett a Atlanti-óceán mindkét partján. Angliában egy újabb második helyezést ért el (addigra ez volt az ötödik Top 3-as slágerük), Amerikában pedig huszonkét hetet töltött el a Billboard Hot 100 listán, ebből négyet listavezető pozícióban, és két hónap múlva aranylemez lett. A dal rajongói gyakran azt hitték, hogy Elvis Presley feldolgozásról van szó, vagy hogy eredetileg Presley írta, annyira hasonlított az ének és a zene az ő stílusára (Presley valójában két évvel korábban, 1977-ben elhunyt).
Később a dalról az a meg nem erősített legenda terjedt el, hogy nagy hatást gyakorolt John Lennonra, hogy befejezze (Just Like) Starting Over című dalát, és így a Double Fantasy című utolsó albumát is. Évekkel később egy rádióműsorban maga Roger is említést tett erről a legendáról.

## Videóklip
A dalhoz egy táncos videóklip készült, ebben az együttes tagjai mint egy 1950-es évekbeli együttes játszottak. Különösen rockosra sikeredett a képi világa, Mercury például teljes bőrfelszerelésben látható, ahogy a táncosok kíséretével ad elő egyfajta koreográfiát. Megjelent a klipben egy motor is, erre fel is ült egy pillanatra.
Híresztelések szerint mikor Rob Halford, a Judas Priest heavy metal együttes énekese meglátta a klipet, nagyon felháborodott, mondván: az együttes ellopta az ő stílusukat (a Judas Priest akkoriban úttörő szerepet játszott a metalegyüttesek között a szegecses bőrruhák elterjedésében). Hirtelen haragjában ki is hívta Mercuryt egy motorversenyre, hogy eldöntsék, melyikük a „keményebb”. Állítólag Mercury elfogadta a kihívást, azzal a feltétellel, ha utána balettben is megmérkőznek – erre Halford visszavonta a kihívást.

## Élőben
Az 1979 novemberében induló Crazy Tour alatt, melynek során tizenkilenc koncertet adtak Angliában, és egyet Írországban, az együttes már elkezdte játszani a dalt. A koncertek középtájékán Freddie besétált a színpad közepére, vállán egy Ovation 12 húros akusztikus gitárral – a közönség ezt eleinte gyakran tréfának értette, hiszen nem voltak hozzászokva a gitáros Mercuryhoz. Ennek ellenére a dalt valóban gitárral kísérte, bár gyakran viccelődött a koncerteken is, hogy mindössze három akkordot tud eljátszani.
Az előadásokon a Crazy Little Thing Called Love a műsor fontos része volt. Brian May gyakorta három különböző gitáron játszott a dal alatt: az első versszakot Mercury játszotta, azután May ugyancsak egy Ovation akusztikus gitárral támogatta, a szólónál pedig átváltott a stúdióverzióban is használt Fender Telecasterre. A dal vége felé a gitárszólamokat már a saját Red Special gitárján játszotta. 1984-től az akusztikus gitárt felváltotta egy Telecasterrel, mint ahogy az a Live Aid fellépésen is látható volt.
Az 1986-os utolsó Queen koncertkörút, majd Freddie Mercury 1991-es halála után az együttes megmaradt tagjai gyakran előadták élőben: 1992-ben a Freddie Mercury emlékkoncerten Robert Plant énekével hangzott el, a dal előtt közvetlenül a Led Zeppelin Thank You című művéből játszottak el egy részletet. May egy Godin Thinline A-12 akusztikus gitáron játszott, a szólót ezúttal a Red Speciallal adta elő. May 2002-ben szintén előadta Bryan Adams énekével. A Queen + Paul Rodgers koncerteken is játszották, Mercury akkordjait itt Paul Rodgers játszotta egy Yamaha gitáron. Az együttes 2003-ban történő Songwriters Hall of Fame-be való beiktatásán Wynonna Judd énekével adták elő.
Az élő felvételei felkerültek a Live Magic koncertalbumra, a Queen: Live at Wembley Stadium DVD-re, a Queen on Fire – Live at the Bowl és Return of the Champions CD-re és DVD-re, valamint a We Will Rock You koncertfilmre (ami 2007-ben Queen Rock Montreal címen jelent meg, lényegében ugyanazzal a tartalommal).

## Feldolgozások
- A Chipmunks animációs zenei csoport az 1980-as Chipmunk Punk című visszatérő albumára készítette el saját változatát.
- A Radiohead alternatív rock együttes az MTV számára készített egy élő előadást.
- Dwight Yoakam countryénekes 1999-ben dolgozta fel, ez a verzió szerepelt a Szakíts, ha bírsz című amerikai vígjátékban is.
- Michael Bublé 2003-as debütáló albumán dolgozta fel.
- A Killer Queen: A Tribute to Queen tribute albumra Josh Kelley amerikai blues rock énekes dolgozta fel.
- Diana Ross 2007-es I Love You című albumára Brian May közreműködésével dolgozta fel.
- Több másik Queen dal mellett szerepelt a Rock Band elnevezésű virtuális gitár játék internetről letölthető dalai között.[7]

## Idézetek
| „              | A Crazy Little Thing Called Love nem igazán rockabilly, de egy kicsit a fiatal Elvisre emlékeztet. Ez volt az első ilyen lemez. Valahol olvastam, azt hiszem a Rolling Stone-ban, hogy John Lennon-nak ettől a számtól jött meg újra a kedve a lemezkészítéshez. Ha ez igaz – és az utolsó albumát hallgatva érezhetők némi hasonlóságok – , már megérte a dolog. | ” |
| – Roger Taylor | |   |

| „           | A Crazy Little Thing Called Love nagyon szokatlan volt nekem. Azelőtt sosem játszottam felvételen Telecasteren, és Boggie erősítőn, ilyet sosem jutna szembe használni. Ez egy nagyon gyér felvétel, Elvis Presley hatása alatt készült el, nyilvánvaló volt, hogy Freddie Elvis stílusában énekelt, de valaki készített egy feldolgozást, az teljesen Elvisként hangzott, és az egész felvételnek Jordanaries/Elvis utánérzése volt. | ” |
| – Brian May | |   |

| „           | Roger igazán öreg, elnyűtt, valódi fa Telecasterét használtam. Mack ötlete volt. Én mondtam erre, hogy nem akarok Telecasterrel játszani. Alapvetően nem illik a stílusomhoz. De a Crazy Little Thing Called Love olyan stílusú darab volt, hogy úgy tűnt, szüksége van erre a hangzásra. Rendben Mack, mondtam, ha így akarod, játszom rajta. Keresztülvezette egy Messa/Boggie-n, amely egy olyan erősítő, amelyet egyáltalán nem ismertem, egyszerűen nem használtam még ilyet. Kipróbáltam, és jónak tűnt a hangzása. | ” |
| – Brian May | |   |

## Kritikák
| „                     | …nyers dal egy nyers bandától… | ” |
| – New Musical Express |                                |   |

## Közreműködők
- Ének: Freddie Mercury
- Háttérvokál: Freddie Mercury, Roger Taylor, Brian May

Hangszerek:
- Roger Taylor: Ludwig dobfelszerelés
- John Deacon: Fender Precision Bass
- Brian May: Fender Telecaster
- Freddie Mercury: Martin akusztikus gitár

## Kiadás és helyezések
| Helyezések \| Év \| Ország \| Helyezés[8] \| Eladási minősítés \| Eladás \| \| ---- \| ----------- \| ----------- \| ----------------- \| ---------- \| \| 1979 \| Anglia \| 2 \| arany[9] \| 100 000+ \| \| 1979 \| Amerika \| 1 \| arany[10] \| 1 000 000+ \| \| 1979 \| Japán \| 64 \| — \| — \| \| 1979 \| Németország \| 13 \| — \| — \| \| 1979 \| Hollandia \| 1 \| — \| — \| \| 1979 \| Ausztrália \| 1 \| — \| — \| \| 1979 \| Írország \| 2 \| — \| — \| | 7": EMI 5001 (Anglia) 1. Crazy Little Thing Called Love – 2:42 2. We Will Rock You (koncertfelvétel) – 3:01 7": Elektra E46579 (Amerika) 1. Crazy Little Thing Called Love – 2:42 2. Spread Your Wings (koncertfelvétel) – 4:51 3" CD: Parlophone QUECD7 1. Crazy Little Thing Called Love – 2:42 2. Spread Your Wings – 4:26 3. Flash – 2:46 |          |                   |            |
| Év | Ország | Helyezés | Eladási minősítés | Eladás     |
| 1979 | Anglia | 2        | arany             | 100 000+   |
| 1979 | Amerika | 1        | arany             | 1 000 000+ |
| 1979 | Japán | 64       | —                 | —          |
| 1979 | Németország | 13       | —                 | —          |
| 1979 | Hollandia | 1        | —                 | —          |
| 1979 | Ausztrália | 1        | —                 | —          |
| 1979 | Írország | 2        | —                 | —          |